# Dwerghoningbij

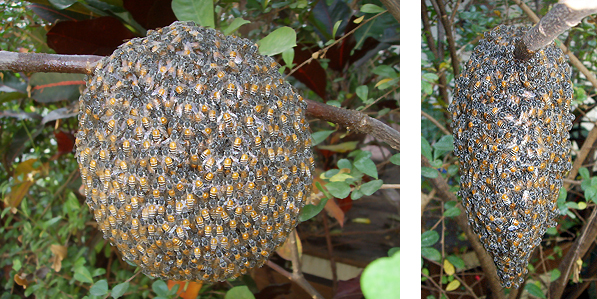
Nest van dwerghoningbijen in Thailand. Het nest heeft een diameter van 20 cm, en bevat ongeveer 3600 cellen aan elke kant.

De dwerghoningbij (Apis florea) is een bijensoort uit het geslacht honingbijen (Apis). Het is een van de twee soorten uit het ondergeslacht Micrapis.
De dwerghoningbij komt vooral voor in het zuiden en zuidoosten van Azië, en is over een groter gebied verspreid dan zijn zustersoort Apis andreniformis. De twee soorten vormen samen de meest primitieve soort honingbijen, wat te zien is aan hun kleine, simpel gebouwde nesten. De nesten zijn onbeschut en hangen aan takken van kleine bomen. Voor de jaren 90 van de 20e eeuw werden beide soorten samen Apis florea genoemd, tot onderzoek het verschil tussen de soorten aantoonde.
In 2024 werd de bij voor het eerst waargenomen in Europa, nabij Birżebbuġa op Malta, waar ze werd beschouwd als een invasieve exoot.

## Ecologie
Behalve hun kleinere nesten en hun versimpelde vorm van de bijendans, is de levenscyclus van de dwerghoningbij niet veel anders dan die van andere honingbijen.
De dwerghoningbij is geregeld slachtoffer van parasieten uit het geslacht Euvarroa, met name de Euvarroa sinhai.